# Thaicorinae
Thaicorinae is een onderfamilie van Thaumastocoridae. De familie werd voor het eerst wetenschappelijk beschreven door Kormilev in 1969.

## Taxonomie
De familie is monotypisch en bevat alleen het volgende geslacht:

- Thaicoris Kormilev, 1969